# Воринген
Воринген (њем. Woringen) општина је у њемачкој савезној држави Баварска. Једно је од 52 општинска средишта округа Унтералгој. Према процјени из 2010. у општини је живјело 1.903 становника. Посједује регионалну шифру (AGS) 9778219.

## Географски и демографски подаци
Воринген се налази у савезној држави Баварска у округу Унтералгој. Општина се налази на надморској висини од 632 метра. Површина општине износи 17,5 km². У самом мјесту је, према процјени из 2010. године, живјело 1.903 становника. Просјечна густина становништва износи 108 становника/km².